# Lọc sạch nước

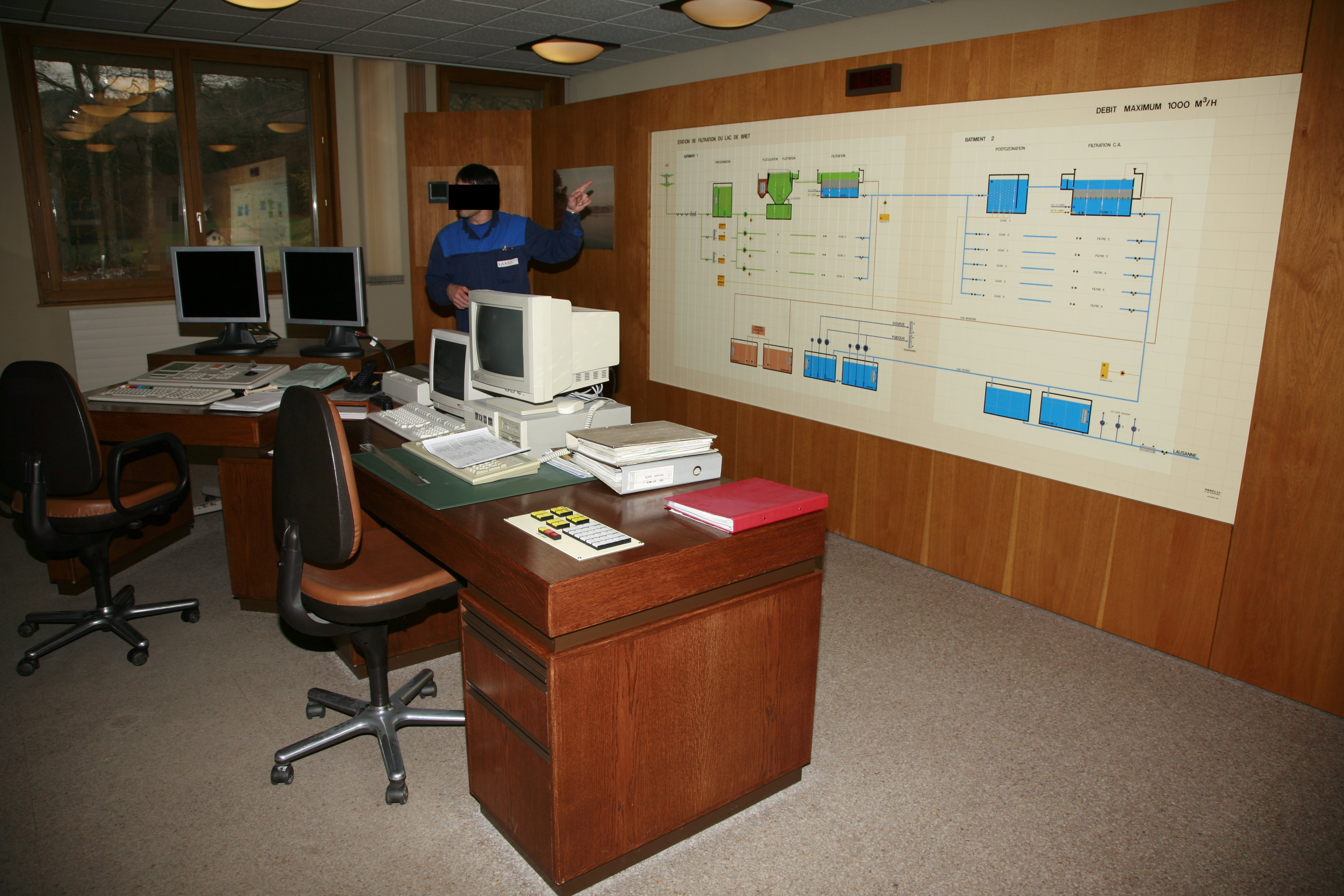
Phòng điều khiển và sơ đồ của nhà máy lọc nước ở Lac de Bret, Thụy Sĩ

Lọc sạch nước là quá trình loại bỏ các chất không mong muốn, chất gây ô nhiễm sinh học, chất rắn lơ lửng và khí từ nước. Mục tiêu là sản xuất nước phù hợp cho một mục đích cụ thể. Hầu hết nước được khử trùng dùng cho người (nước uống), nhưng việc lọc nước cũng có thể được thiết kế cho nhiều mục đích khác nhau, bao gồm việc đáp ứng các yêu cầu của y tế, dược phẩm, hóa học và các ứng dụng công nghiệp. Các phương pháp được sử dụng bao gồm các quá trình vật lý như lọc, lắng đọng, và chưng cất; các quy trình sinh học như các bộ lọc cát chậm hoặc carbon hoạt tính sinh học; các quá trình hóa học như hệ keo tách ra từ huyền phù (flocculation) và clo hóa nước (Water chlorination) và sử dụng bức xạ điện từ như ánh sáng cực tím.
Lọc sạch nước có thể làm giảm nồng độ các hạt bao gồm huyền phù, bụi, ký sinh trùng, vi khuẩn, tảo, virut, nấm, cũng như làm giảm nồng độ của một loạt các chất hoà tan và các hạt.
Các tiêu chuẩn về chất lượng nước uống thường do các chính phủ hoặc các tiêu chuẩn quốc tế đặt ra. Các tiêu chuẩn này thường bao gồm nồng độ tối thiểu và tối đa của chất gây ô nhiễm, tùy thuộc vào mục đích sử dụng nước.
Kiểm tra bằng mắt không thể xác định xem nước có chất lượng thích hợp hay không. Các phương pháp đơn giản như đun sôi hoặc sử dụng bộ lọc than hoạt tính của hộ gia đình không đủ để điều trị tất cả các chất gây ô nhiễm có thể có trong nước từ một nguồn không rõ xuất xứ. Ngay cả nước suối tự nhiên - được coi là an toàn cho tất cả các mục đích thực tế trong thế kỷ 19 - bây giờ phải được kiểm tra trước khi xác định những loại điều trị, nếu có, là cần thiết hay không. Phân tích hóa học và vi sinh học, trong khi đắt tiền, là cách duy nhất để có được thông tin cần thiết để quyết định phương pháp thanh lọc thích hợp.
Theo báo cáo của Tổ chức Y tế Thế giới (WHO) năm 2007, 1,1 tỷ người không được cung cấp nước sạch, 88% trong số 4 tỷ trường hợp mắc bệnh tiêu chảy là do nước không an toàn và thiếu các phương tiện vệ sinh và vấn đề vệ sinh, trong khi đó có 1,8 triệu người chết vì bệnh tiêu chảy mỗi năm. WHO ước tính rằng 94% các trường hợp mắc bệnh tiêu chảy này có thể ngăn ngừa được thông qua việc điều chỉnh môi trường, bao gồm cả việc được dùng nước sạch. Các kỹ thuật đơn giản để xử lý nước ở nhà như clo hóa, lọc và khử trùng bằng năng lượng mặt trời và cất giữ trong các thùng chứa an toàn có thể cứu được nhiều tính mạng mỗi năm. Giảm tử vong do các bệnh do nước là mục tiêu y tế công cộng quan trọng ở các nước đang phát triển.